# Еро (департамент)
Вижте пояснителната страница за други значения на Еро.
Еро (на френски: Hérault; на окситански: Erau) е департамент в регион Окситания, южна Франция. Образуван е през 1790 година от части на провинция Лангедок и получава името на река Еро. Площта му е 6224 км², а населението – 1 136 956 души (2016). Административен център е град Монпелие.